# Pau Porta Bussoms
Pau Porta Bussoms, també conegut com a Pablo Porta Bussoms (Barcelona, 17 de novembre de 1923 - 27 de gener de 2009) fou un advocat, esportista, i dirigent esportiu català.
Era fill de Joan Porta i Cuartiella i d'Assumpció Bussoms i Girona. Actiu falangista, va obtenir la llicenciatura en dret a la Universitat de Barcelona en els anys de la postguerra. Posteriorment es va doctorar a Madrid. Durant els seus anys universitaris va ser durant cinc anys cap del Sindicato Español Universitario de Catalunya i Balears i va participar en la repressió contra l'incipient moviment opositor estudiantil. Més tard seria professor de dret internacional en aquesta universitat. El seu germà Joan Porta Bussoms, un actiu falangista, va ser alcalde de Santa Coloma de Gramenet des de 1970 fins a 1975. En la seva joventut va ser jugador de futbol i rugbi, a més de practicar la boxa, esport en què va ser campió universitari d'Espanya en els pesos semipesants entre 1943 i 1946. Com a directiu, va formar part de la Federació Catalana de Boxa abans de tenir accés a la presidència de la Federació Catalana de Futbol.
Va arribar a vicepresident de la RFEF durant el mandat del seu antecessor, José Luis Pérez Payá. Va ser president de la Federació Espanyola de Futbol des de 1975 fins a 1984, i esdevingué famós per les seves polèmiques amb el periodista José María García que el portaren algun cop al jutjat. El 1984 el govern de Felipe González va aprovar el conegut com a "Decret Anti-Porta" per tal que no pogués continuar en el càrrec més de dos mandats, i en no poder-se presentar a les eleccions, fou rellevat per José Luis Roca.
Fou membre honorífic vitalici de la FIFA des de 1995 fins a 2009. El 1995 la Generalitat el guardonà amb el premi de Forjador de la Història Esportiva de Catalunya. Morí el 27 de gener de 2009 a la seva ciutat natal, a l'edat de 85 anys, víctima d'un càncer.

## Guardons
- Gran Cruz de la Encomienda y Cruz de Caballero de la Orden de Cisneros
- Medalla de Plata de la Joventut
- Medalla al Mèrit Esportiu de la Diputació Provincial de Barcelona i dels ajuntaments de Barcelona i Mataró
- Medalla d'Or de la Reial Federació Espanyola de Futbol
- Medalla d'Or del RCD Espanyol
- Insignia d'Or i Brillants del Real Sporting de Gijón
- Soci d'honor d'uns cent clubs espanyols